# Каменка (Ульяновская область)
Каменка — посёлок в городском округе город Ульяновск Ульяновской области.

## География
Находится у северной окраины городского округа на левом берегу реки Свияга и речки Каменка в Ленинском районе Ульяновска, напротив села Подгородная Каменка.

## История
Посёлок основан в 1930-х гг. 

## Население
Население составляло 11 человек в 2002 году (чуваши 64%), 13 по переписи 2010 года.